# TRADIC

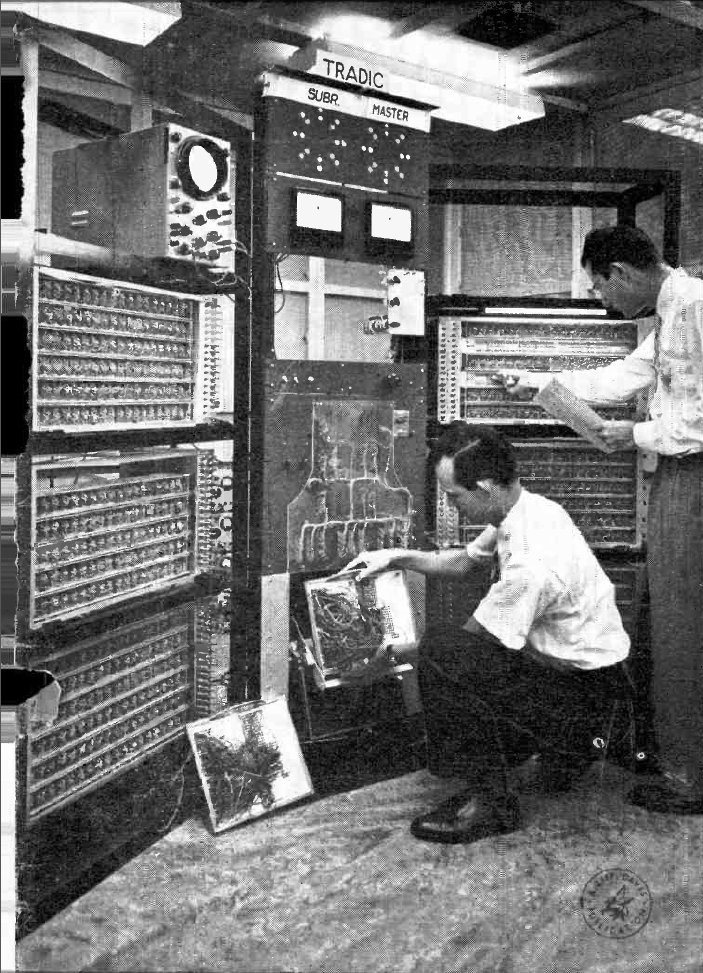
Прототип TRADIC в Bell Labs, 1955 год. Фелкер слева.

TRADIC (сокр. от англ. TRAnsistor DIgital Computer или англ. TRansistorized Airborne DIgital Computer) — транзисторный компьютер сконструированный Джином Говардом Фелкером из компании Bell Labs для ВВС США в 1954 году (по другим источникам в 1953 году).
TRADIC был первым полностью транзисторным компьютером, в отличие от TX-0, который был введён в эксплуатацию в 1956 году. TRADIC содержал 700—800 транзисторов и 10 000 диодов. TRADIC имел достаточно малые размеры и вес для установки на стратегических бомбардировщиках B-52 Stratofortress. По существу, это был компьютер специального назначения. Он мог выполнять 1 000 000 логических операций в секунду, что было не так уж и быстро по сравнению с ламповыми компьютерами того времени, но очень близко к ним. Лучшей его характеристикой было низкое энергопотребление — менее 100 ватт электроэнергии и гораздо более высокая безотказность работы, чем у его ламповых предшественников.
Л. Ч. Браун (Чарли Браун), бывший главным инженером проекта написал статью «Летающий TRADIC: первый перевозимый по воздуху транзисторный цифровой компьютер», в которой подробно рассказывается об истории TRADIC. Статья издана в IEEE Annals of the History of Computing, том 21, № 4, октябрь-декабрь 1999 года.